# Paulo Roberto Falcão
Paulo Roberto Falcão (16 tháng 10, 1953) là một cầu thủ bóng đá Brasil hiện đã giải nghệ. Ông được coi như là cầu thủ xuất sắc nhất trong lịch sử câu lạc bộ Sport Club Internacional và câu lạc bộ A.S. Roma và là một trong những tiền vệ tài năng nhất mọi thời đại của bóng đá thế giới.
Falcão sinh ra ở Abelardo Luz, một tỉnh thuộc bang Santa Catarina phía nam Brasil. Ông bắt đầu sự nghiệp bóng đá chuyên nghiệp ở câu lạc bộ Internacional ở Porto Alegre, bang Rio Grande do Sul. Ông chơi ở đó từ năm 1973 đến 1980 và đoạt được 3 cup vô địch bóng đá Brasil vào các năm 75, 76, 79. Từ năm 1980-1985 ông chơi cho câu lạc bộ AS Roma ở Ý, tại đây ông cùng câu lạc bộ giành được 1 cup vô địch bóng đá Ý và một lần vào được chung kết cup C1 nhưng thất bại. Tại Roma ông có nick name là "8th king of Rome" (Vị vua thứ 8 của thành Roma). Năm 1985-1986 ông trở về Brasil chơi cho São Paulo.
Ông chơi cho đội tuyển quốc gia Brasil từ năm 1976-1986. Ông cùng đội tuyển Brasil tham dự 2 kỳ world cup 1982 và 1986. Trong sự nghiệp ông có 29 lần khoác áo đội tuyển quốc gia và ghi được 9 bàn.
Trên cương vị là huấn luyện viên ông đã từng dẫn dắt các đội tuyển Brasil (1991) và Nhật Bản (1995).
Năm 1999 tạp chí World Soccer đã bầu ông vào danh sách 100 cầu thủ vĩ đại nhất thế kỉ XX. Năm 2004, ông được lựa chọn vào danh sách FIFA 100.